# Espluga de l'Ordial
L'Espluga de l'Ordial és una cavitat del terme de Conca de Dalt, al Pallars Jussà, dins de l'antic terme d'Hortoneda de la Conca, en territori de l'antic poble d'Herba-savina.
Està situada a la paret de la Serra de Pessonada al nord d'Herba-savina, en el Roc de la Feixa, a migdia de la Pista del Roc de Torrent Pregon, a prop i al sud-est del Pas del Banyader. És al capdamunt i a migdia de l'Obaga de la Gavarnera.